# 田村安興
田村 安興（たむら やすおき、1949年-）は、日本の歴史学者・経済学者。高知大学人文学部教授を経て、同名誉教授。専門は日本経済史。

## 略歴
高知県出身。高知大学文理学部卒業。1983年京都大学大学院農学研究科農業経済専攻博士課程満期退学。92年「中央卸売市場成立過程に関する社会経済史的研究 京都市及び高知市の事例を中心にして」で京大農学博士。高知大学人文学部助教授、教授。2013年定年退官。

## 著書

### 単著
- 『日本中央市場史研究』（清文堂出版、1994年）
- 『ナショナリズムと自由民権』（清文堂出版、2004年）
- 『天皇と官吏の時代 1868年～1945年』清文堂出版 2014

### 共著
- 『日本農書全集第41巻』濱田敏彦、蔦優、三好昌文、柴多一雄、江藤彰彦共校注・執筆（農文協）1996年
- 『食生活の表層と底流』（農文協）1997年
- 『日本農書全集第70巻』（農文協）1998年
- 『高知県の歴史』荻慎一郎、森公章、市村高男、下村公彦共著 県史（山川出版社）2001年
- 『街道の日本史－土佐と南海道』（吉川弘文館、2006年）
- 『土佐の歴史と文化』（行人社）2011年

## 論文
- 田村安興